# Aedes bwamba
Aedes bwamba är en tvåvingeart som beskrevs av Someren 1950. Aedes bwamba ingår i släktet Aedes och familjen stickmyggor. Inga underarter finns listade i Catalogue of Life.